# Conclave del 1621
Il conclave del 1621 venne convocato a seguito della morte del papa Paolo V, avvenuta a Roma il 28 gennaio 1621.
Si svolse nella Palazzo Apostolico dall'8 febbraio al 9 febbraio e, venne eletto papa il cardinale Alessandro Ludovisi, che assunse il nome di Gregorio XV. L'elezione venne annunciata dal cardinale protodiacono Andrea Baroni Peretti Montalto.

## Il conclave
Dopo la morte di papa Paolo V il 28 gennaio 1621, i cardinali entrarono in conclave l'8 febbraio. Alle votazioni dell'8-9 febbraio parteciparono 52 porporati. Non giunsero a Roma 18 cardinali: fu il più alto numero di assenti dal conclave raggiunto fino ad allora.
Si può dire che il Sacro Collegio fosse diviso in sei gruppi: la vecchia dirigenza del succitato cardinal Montalto, la fazione guidata da Pietro Aldobrandini (che si ammalò a Roma e morì appena un giorno dopo l'elezione); il gruppo capitanato dal cardinale Scipione Caffarelli-Borghese; la fazione spagnola; quella francese; il gruppo dei cardinali fiorentini.
Alla prima votazione il più votato fu Pietro Campori, che mancò l'elezione per tre soli voti. Il suo nome, bruciato, non ricomparve più nei turni seguenti. Anche Roberto Bellarmino fu molto votato inizialmente; egli rinunciò volontariamente all'elezione. La Spagna oppose il veto su Francesco Maria Del Monte.
Successivamente i voti conversero sul cardinale Ludovisi. Su proposta del Camerlengo del Sacro Collegio, cardinale Scipione Caffarelli-Borghese, l'elezione del pontefice avvenne per acclamazione. Fu comunque l'ultima volta: dopo Gregorio XV, infatti, tutti i papi sono stati eletti tramite votazione.
Alessandro Ludovisi, scelto il nome di Gregorio XV, fu incoronato nella basilica di San Pietro in Vaticano il 14 febbraio e prese possesso dell'arcibasilica del Laterano il 14 maggio.

## Composizione del Sacro Collegio

### Cardinali presenti in conclave
| Nome                                          | Paese                                | Titolo                                                                     | Ruolo | Nascita    | Concistoro |
| --------------------------------------------- | ------------------------------------ | -------------------------------------------------------------------------- | --- | ---------- | ---------- |
| Antonio Maria Sauli                           | Repubblica di Genova                 | Cardinale vescovo di Ostia e Velletri                                      | Decano del Collegio cardinalizio; Prefetto della Congregazione dei Vescovi e Regolari; Governatore di Velletri | 1541       | 18/12/1587 |
| Benedetto Giustiniani                         | Repubblica di Genova (Isola di Chio) | Cardinale vescovo di Porto e Santa Rufina                                  | Sottodecano del Collegio Cardinalizio | 05/06/1554 | 16/11/1586 |
| Scipione Caffarelli-Borghese                  | Stato Pontificio                     | Cardinale presbitero di San Crisogono                                      | Arciprete della Basilica di San Giovanni in Laterano; Abate commendatario di Subiaco; Camerlengo del Collegio cardinalizio; Cardinale Segretario di Stato di Sua Santità; Prefetto della Congregazione della Sacra Consulta; Legato apostolico di Avignone; Penitenziere Maggiore; Arciprete della Basilica di San Pietro in Vaticano | 01/09/1577 | 18/07/1605 |
| Alessandro Damasceni Peretti                  | Stato Pontificio                     | Cardinale vescovo di Albano; Cardinale presbitero di San Lorenzo in Damaso | Vice-Cancelliere di Santa Romana Chiesa | 1571       | 13/05/1585 |
| Maffeo Barberini                              | Granducato di Toscana                | Cardinale presbitero di Sant'Onofrio                                       | Prefetto del Supremo Tribunale della Segnatura Apostolica; eletto papa come Urbano VIII nel 1623 | 05/04/1568 | 11/09/1606 |
| Giovanni Garzia Mellini                       | Granducato di Toscana                | Cardinale presbitero dei Santi Quattro Coronati                            | Segretario della Congregazione della Romana e Universale Inquisizione | 1562       | 11/09/1606 |
| Marcello Lante                                | Stato Pontificio                     | Cardinale presbitero dei Santi Quirico e Giulitta                          | Vescovo di Todi | 1561       | 11/09/1606 |
| Michelangelo Tonti                            | Stato Pontificio                     | Cardinale presbitero di San Bartolomeo all'Isola                           | Vescovo di Cesena; Arciprete della Basilica Liberiana di Santa Maria Maggiore | 18/10/1566 | 24/11/1608 |
| Fabrizio Verallo                              | Stato Pontificio                     | Cardinale presbitero di Sant'Agostino                                      | Vescovo di San Severo | 1560       | 24/11/1608 |
| Antonio Zapata y Cisneros                     | Regno di Spagna                      | Cardinale presbitero di Santa Balbina                                      | Viceré di Napoli | 08/10/1550 | 09/06/1604 |
| Giambattista Leni                             | Stato Pontificio                     | Cardinale presbitero di Santa Cecilia                                      | Vescovo di Ferrara | 1573       | 24/11/1608 |
| Decio Carafa                                  | Regno di Napoli                      | Cardinale presbitero dei Santi Giovanni e Paolo                            | Arcivescovo metropolita di Napoli | 1556       | 17/08/1611 |
| Bonifazio Bevilacqua Aldobrandini             | Ducato di Modena e Reggio            | Cardinale presbitero di San Pietro in Vincoli                              | Prefetto della Congregazione dell'Indice dei Libri Proibiti; Vescovo di Cervia | 04/04/1571 | 03/03/1599 |
| Domenico Rivarola                             | Repubblica di Genova                 | Cardinale presbitero dei Santi Silvestro e Martino ai Monti                | Arcivescovo di Nazareth in Barletta e vescovo di Canne e Monteverde; Legato apostolico di Romagna | 1575       | 17/08/1611 |
| Ottavio Bandini                               | Granducato di Toscana                | Cardinale presbitero di San Lorenzo in Lucina                              | Cardinale protopresbitero | 25/10/1558 | 05/06/1596 |
| Jean de Bonsi                                 | Granducato di Toscana                | Cardinale presbitero di San Clemente                                       | Vescovo di Béziers | 1554       | 17/08/1611 |
| Filippo Filonardi                             | Stato Pontificio                     | Cardinale presbitero di Santa Maria del Popolo                             | Vescovo di Aquino | 11/06/1582 | 17/08/1611 |
| Pier Paolo Crescenzi                          | Stato Pontificio                     | Cardinale presbitero dei Santi Nereo e Achilleo                            | Vescovo di Rieti e Montefiascone | 1572       | 17/08/1611 |
| Roberto Bellarmino, S.I.                      | Granducato di Toscana                | Cardinale presbitero di San Matteo in Merulana                             | Arcivescovo metropolita di Capua | 04/10/1542 | 03/03/1599 |
| Giacomo Serra                                 | Repubblica di Genova                 | Cardinale presbitero di Santa Maria della Pace                             | Legato apostolico di Ferrara | 1570       | 17/08/1611 |
| Agostino Galamini                             | Stato Pontificio                     | Cardinale presbitero di Santa Maria in Ara Coeli                           | Vescovo di Osimo | 1553       | 17/08/1611 |
| Gaspar de Borja y Velasco                     | Regno di Spagna                      | Cardinale presbitero di Santa Croce in Gerusalemme                         | Ambasciatore Spagnolo nello Stato Pontificio | 26/06/1589 | 17/08/1611 |
| Felice Centini, O.F.M.Conv.                   | Stato Pontificio                     | Cardinale presbitero di San Lorenzo in Panisperna                          | Vescovo di Macerata e Tolentino | 1562       | 17/08/1611 |
| Roberto Ubaldini                              | Granducato di Toscana                | Cardinale presbitero di Santa Pudenziana                                   | Vescovo di Montepulciano; Prefetto della Congregazione del Concilio | 05/06/1581 | 02/12/1615 |
| Tiberio Muti                                  | Stato Pontificio                     | Cardinale presbitero di Santa Prisca                                       | Vescovo di Viterbo e Tuscania; Cardinale protettore dell'Almo Collegio Capranica | 1574       | 02/12/1615 |
| Carlo Gaudenzio Madruzzo                      | Principato vescovile di Trento       | Cardinale presbitero di San Cesareo in Palatio                             | Principe-vescovo di Trento | 1562       | 09/06/1604 |
| Giulio Savelli                                | Stato Pontificio                     | Cardinale presbitero di Santa Sabina                                       | Legato apostolico di Bologna; Vescovo di Ancona e Numana | 1574       | 02/12/1615 |
| Alessandro Ludovisi                           | Stato Pontificio                     | Cardinale presbitero di Santa Maria in Traspontina                         | Arcivescovo metropolita di Bologna | 09/01/1554 | 19/09/1616 |
| Odoardo Farnese                               | Stato Pontificio                     | Cardinale diacono di Sant'Eustachio                                        | Abate commendatario di Grottaferrata | 08/12/1573 | 06/03/1591 |
| Ladislao d'Aquino                             | Regno di Napoli                      | Cardinale presbitero di Santa Maria sopra Minerva                          | Vescovo di Venafro | 1546       | 19/09/1616 |
| Giovanni Dolfin                               | Repubblica di Venezia                | Cardinale presbitero di San Marco                                          | Camerlengo emerito del Collegio Cardinalizio | 15/12/1545 | 09/06/1604 |
| Giacomo Sannesio                              | Stato Pontificio                     | Cardinale presbitero di Santo Stefano al Monte Celio                       | Vescovo di Orvieto | 20/06/1560 | 09/06/1604 |
| Pietro Campori                                | Ducato di Modena e Reggio            | Cardinale presbitero di San Tommaso in Parione                             | Vescovo di Cremona | 1553       | 19/09/1616 |
| Matteo Priuli                                 | Repubblica di Venezia                | Cardinale presbitero di San Girolamo dei Croati                            | Abate commendatario di Vangadizza | 1577       | 19/09/1616 |
| Scipione Cobelluzzi                           | Stato Pontificio                     | Cardinale presbitero di Santa Susanna                                      | Segretario dei Brevi Apostolici; Archivista di Santa Romana Chiesa; Bibliotecario di Santa Romana Chiesa | 1564       | 19/09/1616 |
| Pietro Valier                                 | Repubblica di Venezia                | Cardinale presbitero di San Salvatore in Lauro                             | Nunzio apostolico nel Granducato di Toscana; Arcivescovo metropolita di Candia | 1574       | 11/01/1621 |
| Giulio Roma                                   | Ducato di Milano                     | Cardinale presbitero di Santa Maria sopra Minerva                          | Governatore di Perugia e dell'Umbria | 16/09/1584 | 11/01/1621 |
| Cesare Gherardi                               | Stato Pontificio                     | Cardinale presbitero di San Pietro in Montorio                             | Vescovo di Camerino | 1577       | 11/01/1621 |
| Desiderio Scaglia, O.P.                       | Repubblica di Venezia                | Cardinale presbitero di San Clemente                                       | Commissario generale della Congregazione della Romana e Universale Inquisizione | 1558       | 11/01/1621 |
| Stefano Pignatelli                            | Stato Pontificio                     | Cardinale presbitero di Santa Maria in Via                                 | | 1578       | 11/01/1621 |
| Alessandro Orsini                             | Stato Pontificio                     | Cardinale presbitero di Santa Cecilia                                      | Prefetto emerito del Supremo Tribunale della Segnatura Apostolica | 21/03/1560 | 19/12/1590 |
| Pietro Aldobrandini                           | Stato Pontificio                     | Cardinale vescovo di Sabina                                                | Arcivescovo metropolita di Ravenna | 31/03/1571 | 17/09/1593 |
| Francesco Sforza                              | Ducato di Parma e Piacenza           | Cardinale vescovo di Frascati                                              | Legato apostolico emerito | 06/11/1562 | 12/12/1583 |
| Francesco Maria Bourbon del Monte Santa Maria | Repubblica di Venezia                | Cardinale vescovo di Palestrina                                            | Prefetto della Congregazione dei Riti | 05/07/1549 | 14/12/1588 |
| Carlo de' Medici                              | Granducato di Toscana                | Cardinale diacono di Santa Maria in Domnica                                | Prevosto di Santo Stefano di Prato | 19/03/1595 | 02/12/1615 |
| Bartolomeo Cesi                               | Stato Pontificio                     | Cardinale presbitero di Santa Maria in Trastevere                          | Vescovo di Tivoli | 1566       | 05/06/1596 |
| Andrea Baroni Peretti Montalto                | Stato Pontificio                     | Cardinale diacono di Santa Maria in Via Lata                               | Cardinale protodiacono | 29/11/1572 | 05/06/1596 |
| Alessandro d'Este                             | Ducato di Modena e Reggio            | Cardinale diacono di Sant'Eustachio                                        | Vescovo di Reggio Emilia | 05/05/1568 | 03/03/1599 |
| Giovanni Battista Deti                        | Ducato di Modena e Reggio            | Cardinale presbitero dei Santi Marcellino e Pietro                         | | 16/02/1580 | 03/03/1599 |
| Luigi Capponi                                 | Granducato di Toscana                | Cardinale diacono di Sant'Angelo in Pescheria                              | Tesoriere generale della Camera Apostolica | 1583       | 24/11/1608 |
| Carlo Emmanuele Pio di Savoia                 | Ducato di Modena e Reggio            | Cardinale diacono di San Nicola in Carcere                                 | | 05/01/1585 | 09/06/1604 |

### Cardinali assenti
I seguenti cardinali non presero parte al conclave:
- Federigo Borromeo, arcivescovo di Milano
- Franz Seraph von Dietrichstein, arcivescovo di Olomouc
- François d'Escoubleau de Sourdis, arcivescovo di Bordeaux
- Giovanni Doria, arcivescovo di Palermo
- François de La Rochefoucald, vescovo di Senlis
- Maurizio di Savoia
- Luigi di Guisa, arcivescovo di Reims
- Gabriel Trejo y Paniagua
- Baltasar Moscoso y Sandoval, vescovo di Jaén
- Melchior Khlesl, vescovo di Vienna
- Henri de Gondi, vescovo di Parigi
- Francisco Gómez de Sandoval y Rojas, duca di Lerma
- Ferdinando d'Austria, infante di Spagna
- Francesco Cennini de' Salamandri, vescovo di Amelia
- Guido Bentivoglio d'Aragona
- Eitel Friedrich von Hohenzollern-Sigmaringen
- Louis de Nogaret de La Valette d'Épernon, arcivescovo di Tolosa
- Agostino Spinola